# Comuna Polzela
Polzela (Občina Polzela) este o comună din Slovenia, cu o populație de 5.417 locuitori (2002).

## Localități
Andraž nad Polzelo, Breg pri Polzeli, Dobrič, Ločica ob Savinji, Orova vas, Podvin pri Polzeli, Polzela, Založe